# Iselica kochi
Iselica kochi is een slakkensoort uit de familie van de Amathinidae. De wetenschappelijke naam van de soort is voor het eerst geldig gepubliceerd in 1939 door Strong & Hertlein.